# 1134
Il 1134 (MCXXXIV in numeri romani) è un anno  del XII secolo.

## Eventi
- 22 aprile - Pisa: papa Innocenzo II canonizza sant'Ugo di Grenoble
- 4 ottobre - Morimondo: dodici monaci provenienti dall'Abbazia francese di Morimond fondano nella bassa pianura milanese l'Abbazia di Morimondo
- Pietro II Farnese combatte i Normanni in Puglia.
- Secondo alcune fonti al 1134 apparterrebbe l'estate più calda dell'intero millennio, in pieno Periodo caldo medioevale

## Nati
- 3 giugno - Goffredo VI d'Angiò, conte († 1158)
- Gerardo dei Tintori, santo italiano († 1207)
- Meinardo di Riga, monaco cristiano e vescovo cattolico lettone († 1196)
- Neofito di Cipro, prete cipriota († 1214)
- Raimondo V di Tolosa, conte († 1194)
- Sancho III di Castiglia, re spagnolo († 1158)
- Yesugei, generale e condottiero mongolo († 1171)

## Morti
- 10 febbraio - Roberto II di Normandia, duca normanna
- 28 marzo - Stefano Harding, monaco cristiano e abate inglese (n. 1059)
- 4 giugno - Magnus I di Götaland, principe danese (n. 1106)
- 6 giugno - Norberto di Prémontré, arcivescovo cattolico e santo tedesco
- 25 giugno - Niels di Danimarca, re danese
- 17 luglio - Aimerico II di Narbona, nobile franco
- 17 luglio - Centullo VI di Béarn, nobile francese
- 9 agosto - Gilberto l'Universale, vescovo britannico
- 13 agosto - Piroska d'Ungheria, imperatrice bizantina (n. 1088)
- 7 settembre - Alfonso I d'Aragona, sovrano
- 23 ottobre - Allucio di Campugliano in Valdinievole, santo italiano (n. 1070)
- 7 dicembre - Pietro di Porto, cardinale e vescovo cattolico italiano
- Abu al-Salt, medico, astronomo e alchimista arabo (n. 1068)
- Giovanni IX di Costantinopoli, arcivescovo ortodosso bizantino
- Gümüshtegin, sovrano turco
- Toghrul II, sultano (n. 1109)
- Ugo II du Puiset, nobiluomo francese
- Urbano di Llandaff, vescovo cattolico gallese

## Calendario
| Calendario 1134 | Calendario 1134 | Calendario 1134 | Calendario 1134 | Calendario 1134 | Calendario 1134 | Calendario 1134 | Calendario 1134 | Calendario 1134 | Calendario 1134 | Calendario 1134 | Calendario 1134 | Calendario 1134 | Calendario 1134 | Calendario 1134 | Calendario 1134 | Calendario 1134 | Calendario 1134 | Calendario 1134 | Calendario 1134 | Calendario 1134 | Calendario 1134 | Calendario 1134 | Calendario 1134 | Calendario 1134 | Calendario 1134 | Calendario 1134 | Calendario 1134 | Calendario 1134 | Calendario 1134 | Calendario 1134 | Calendario 1134 | Calendario 1134 |
| --------------- | --------------- | --------------- | --------------- | --------------- | --------------- | --------------- | --------------- | --------------- | --------------- | --------------- | --------------- | --------------- | --------------- | --------------- | --------------- | --------------- | --------------- | --------------- | --------------- | --------------- | --------------- | --------------- | --------------- | --------------- | --------------- | --------------- | --------------- | --------------- | --------------- | --------------- | --------------- | --------------- |
|                 | 1               | 2               | 3               | 4               | 5               | 6               | 7               | 8               | 9               | 10              | 11              | 12              | 13              | 14              | 15              | 16              | 17              | 18              | 19              | 20              | 21              | 22              | 23              | 24              | 25              | 26              | 27              | 28              | 29              | 30              | 31              |                 |
| Gennaio         | Lu              | Ma              | Me              | Gi              | Ve              | Sa              | Do              | Lu              | Ma              | Me              | Gi              | Ve              | Sa              | Do              | Lu              | Ma              | Me              | Gi              | Ve              | Sa              | Do              | Lu              | Ma              | Me              | Gi              | Ve              | Sa              | Do              | Lu              | Ma              | Me              |                 |
| Febbraio        | Gi              | Ve              | Sa              | Do              | Lu              | Ma              | Me              | Gi              | Ve              | Sa              | Do              | Lu              | Ma              | Me              | Gi              | Ve              | Sa              | Do              | Lu              | Ma              | Me              | Gi              | Ve              | Sa              | Do              | Lu              | Ma              | Me              |                 |                 |                 |                 |
| Marzo           | Gi              | Ve              | Sa              | Do              | Lu              | Ma              | Me              | Gi              | Ve              | Sa              | Do              | Lu              | Ma              | Me              | Gi              | Ve              | Sa              | Do              | Lu              | Ma              | Me              | Gi              | Ve              | Sa              | Do              | Lu              | Ma              | Me              | Gi              | Ve              | Sa              |                 |
| Aprile          | Do              | Lu              | Ma              | Me              | Gi              | Ve              | Sa              | Do              | Lu              | Ma              | Me              | Gi              | Ve              | Sa              | Do              | Lu              | Ma              | Me              | Gi              | Ve              | Sa              | Do              | Lu              | Ma              | Me              | Gi              | Ve              | Sa              | Do              | Lu              |                 |                 |
| Maggio          | Ma              | Me              | Gi              | Ve              | Sa              | Do              | Lu              | Ma              | Me              | Gi              | Ve              | Sa              | Do              | Lu              | Ma              | Me              | Gi              | Ve              | Sa              | Do              | Lu              | Ma              | Me              | Gi              | Ve              | Sa              | Do              | Lu              | Ma              | Me              | Gi              |                 |
| Giugno          | Ve              | Sa              | Do              | Lu              | Ma              | Me              | Gi              | Ve              | Sa              | Do              | Lu              | Ma              | Me              | Gi              | Ve              | Sa              | Do              | Lu              | Ma              | Me              | Gi              | Ve              | Sa              | Do              | Lu              | Ma              | Me              | Gi              | Ve              | Sa              |                 |                 |
| Luglio          | Do              | Lu              | Ma              | Me              | Gi              | Ve              | Sa              | Do              | Lu              | Ma              | Me              | Gi              | Ve              | Sa              | Do              | Lu              | Ma              | Me              | Gi              | Ve              | Sa              | Do              | Lu              | Ma              | Me              | Gi              | Ve              | Sa              | Do              | Lu              | Ma              |                 |
| Agosto          | Me              | Gi              | Ve              | Sa              | Do              | Lu              | Ma              | Me              | Gi              | Ve              | Sa              | Do              | Lu              | Ma              | Me              | Gi              | Ve              | Sa              | Do              | Lu              | Ma              | Me              | Gi              | Ve              | Sa              | Do              | Lu              | Ma              | Me              | Gi              | Ve              |                 |
| Settembre       | Sa              | Do              | Lu              | Ma              | Me              | Gi              | Ve              | Sa              | Do              | Lu              | Ma              | Me              | Gi              | Ve              | Sa              | Do              | Lu              | Ma              | Me              | Gi              | Ve              | Sa              | Do              | Lu              | Ma              | Me              | Gi              | Ve              | Sa              | Do              |                 |                 |
| Ottobre         | Lu              | Ma              | Me              | Gi              | Ve              | Sa              | Do              | Lu              | Ma              | Me              | Gi              | Ve              | Sa              | Do              | Lu              | Ma              | Me              | Gi              | Ve              | Sa              | Do              | Lu              | Ma              | Me              | Gi              | Ve              | Sa              | Do              | Lu              | Ma              | Me              |                 |
| Novembre        | Gi              | Ve              | Sa              | Do              | Lu              | Ma              | Me              | Gi              | Ve              | Sa              | Do              | Lu              | Ma              | Me              | Gi              | Ve              | Sa              | Do              | Lu              | Ma              | Me              | Gi              | Ve              | Sa              | Do              | Lu              | Ma              | Me              | Gi              | Ve              |                 |                 |
| Dicembre        | Sa              | Do              | Lu              | Ma              | Me              | Gi              | Ve              | Sa              | Do              | Lu              | Ma              | Me              | Gi              | Ve              | Sa              | Do              | Lu              | Ma              | Me              | Gi              | Ve              | Sa              | Do              | Lu              | Ma              | Me              | Gi              | Ve              | Sa              | Do              | Lu              |                 |